# Bledzianów
Bledzianów – wieś w Polsce położona w województwie wielkopolskim, w powiecie ostrzeszowskim, w gminie Ostrzeszów.
W 1450 wzmiankowano ferofodina Bladzanowska czyli kuźnicę Bledzianowską, jednak sama wieś rozwinęłą się dopiero w XVII wieku.
W latach 1975–1998 miejscowość administracyjnie należała do województwa kaliskiego.
Funkcjonuje 7 podmiotów gospodarczych, ludność utrzymuje się z pracy w prywatnych gospodarstwach rolnych (nie przekraczających powierzchni 20 ha) oraz z pracy w pobliskich ośrodkach miejskich (Ostrzeszów, Ostrów Wielkopolski). Problemem bledzianowskiego rolnictwa jest brak specjalizacji gospodarstw oraz niska jakość gleb. Wieś jest podłączona do sieci wodociągowej, nie posiada jednak systemu kanalizacji. We wsi znajduje się kaplica modlitewna pod wezwaniem Matki Boskiej Bolesnej należąca do parafii pw. św. Anny w Niedźwiedziu.